# Carita Johansson
Carita Johansson, född 1964 i Helsingborg, är en skånsk facklitteraturförfattare, etolog, viltrehabiliterare, mellanstadielärare, marknadsförare, grafisk formgivare och mediaproducent. 

## Böcker
- Skånska möllor 2003 (ett kulturhistoriskt verk om skånska väderkvarnar)
- Isas kattungar 2012 (barnbok)
- Glassboken 2023

## Priser och utmärkelser
- Lengertz litteraturpris 2004 för Skånska möllor